# Immeubles aux 2-4, impasse de la Bière à Strasbourg
Les immeubles aux 2-4, impasse de la Bière forment un monument historique situé à Strasbourg, dans le département français du Bas-Rhin.

## Localisation
Ce bâtiment est situé aux 2, 4, impasse de la Bière à Strasbourg.

## Historique
L'édifice fait l'objet d'une inscription au titre des monuments historiques depuis 1971.